# إبراهيم بن سالم الباهلي
إبراهيم بن سالم الباهلي قائد عربي عباسي. من قبيلة باهلة، والده هو سالم بن قتيبة، والي الأمويين والعباسيين على البصرة، وجده الفاتح قتيبة بن مسلم.
كان إبراهيم مثل أخيه سعيد مقرباً من الخليفة الهادي الذي ولاه اليمن. يذكر الطبري أن إبراهيم وصل إلى أعلى المناصب في عهد الهادي، وخلفه أخيه سعيد بعد وفاته.